# La via del petrolio
La via del petrolio è un documentario televisivo co-prodotto da RAI ed ENI, diretto da Bernardo Bertolucci.
Girato in pellicola nel formato 16mm, fu realizzato tra il 1965 e il 1966 e trasmesso dalla RAI sul  Canale Nazionale, diviso in tre parti (Le origini; Il viaggio; Attraverso l'Europa), il sabato in seconda serata, il 14 e 21 gennaio e il 4 febbraio 1967.

## Trama
L'opera segue il "viaggio" del petrolio, dalla fase di ricerca ed estrazione sui monti Zagros in Iran, al trasporto via nave attraverso il Canale di Suez e il Mediterraneo, all'arrivo a Genova nell'oleodotto che lo conduce alla raffineria di Ingolstadt, in Baviera.

## Restauro
Mai approdato nelle sale, La via del petrolio è stato restaurato nel 2007 e proiettato al Festival di Venezia per celebrare la consegna del "Leone d'Oro del 75º" al regista Bernardo Bertolucci.
Nel 2009 la Feltrinelli lo ha pubblicato in DVD abbinato a libretto.
Archiviato dalla Fondazione Ansaldo, «processato e reso disponibile» al Fondo Ente Nazionale Idrocarburi, E.N.I., 1967.